# Augie Doggie and Doggie Daddy (videogioco)
Augie Doggie and Doggie Daddy è un videogioco d'azione tratto dalla serie animata Tatino e Papino, pubblicato nel 1991 per Commodore 64 dalla Hi-Tec Software. Il giocatore controlla Tatino, il cane figlio, e deve ripulire la casa da topi e altri animali infestanti senza disturbare il sonno di Papino.
Come molti titoli della Hi-Tec, era previsto anche per Amstrad CPC e ZX Spectrum, ma queste versioni non vennero realizzate.

## Modalità di gioco
Si controlla Tatino con visuale di lato a scorrimento orizzontale bidirezionale. Ci sono quattro livelli che rappresentano i piani dell'abitazione (The Basement, Downstairs, Upstairs, The Attic). Tatino si muove in orizzontale sul pavimento continuo ed è armato di retino con cui catturare gli animali vaganti. Può anche saltare e abbassarsi.
In ogni livello c'è un diverso tipo di animale da catturare: topi, vespe, scarafaggi e di nuovo topi. Lo scopo di ogni livello è catturarne 10, ma se ne possono trasportare fino a 5 alla volta. Si inizia il livello all'estremità sinistra dello scenario e bisogna ritornare in quel punto ogni volta che si vogliono eliminare gli animali catturati; in tal caso un'animazione mostra Tatino che li libera fuori dalla casa.
Gli animali infestanti sono innocui per Tatino, ma i livelli sono pieni di pericoli da evitare, altrimenti si perde una vita. Si incontrano pipistrelli, stufe che sparano carboni ardenti, gatti su una specie di tappeto volante che fanno cadere dall'alto oggetti pesanti, e altro. I pipistrelli possono essere eliminati direttamente con il retino. C'è inoltre un limite di tempo.
In alcuni livelli i nemici fanno cadere dall'alto oggetti che se arrivano al pavimento fanno rumore e svegliano gradualmente Papino; il progresso è mostrato da un indicatore a forma di due occhi che si aprono. Tatino deve fermare gli oggetti con il retino prima che sbattano ed evitare che Papino si svegli del tutto.
Sul pavimento ci sono diversi bonus da raccogliere, abbassandosi, come formaggio e oggetti di Papino. In genere servono solo ad aumentare il punteggio, mentre l'unico power-up è un orologio che fornisce tempo extra.

## Accoglienza
A suo tempo Augie Doggie and Doggie Daddy fu ignorato da gran parte della critica. La rivista Zzap! invece gli dedicò un articolo dettagliato e gli assegnò un giudizio complessivo dell'80%; lo riteneva un gioco piuttosto difficile, almeno per gli inesperti, ma non in senso negativo, in quanto ciò rendeva interessante la sfida.
In retrospettiva, nel 1994 la rivista Guru lo riteneva bello e impegnativo e nel 2003 Lotek64 lo ricordava come divertente da subito e con grafica superiore alla media.